# Eurocopter AS365 Dauphin
Eurocopter Dauphin hay còn gọi với tên đầy đủ là Eurocopter SA 365/AS365 Dauphin 2 (Dauphin hay Dolphin tức Cá heo) là loại trực thăng đa năng 2 động cơ nhưng dùng chủ yếu là để vận tải, cứu hộ và chống tàu ngầm do hãng Eurocopter của Pháp sản xuất (ban đầu là Aérospatiale).

## Thiết kế và phát triển

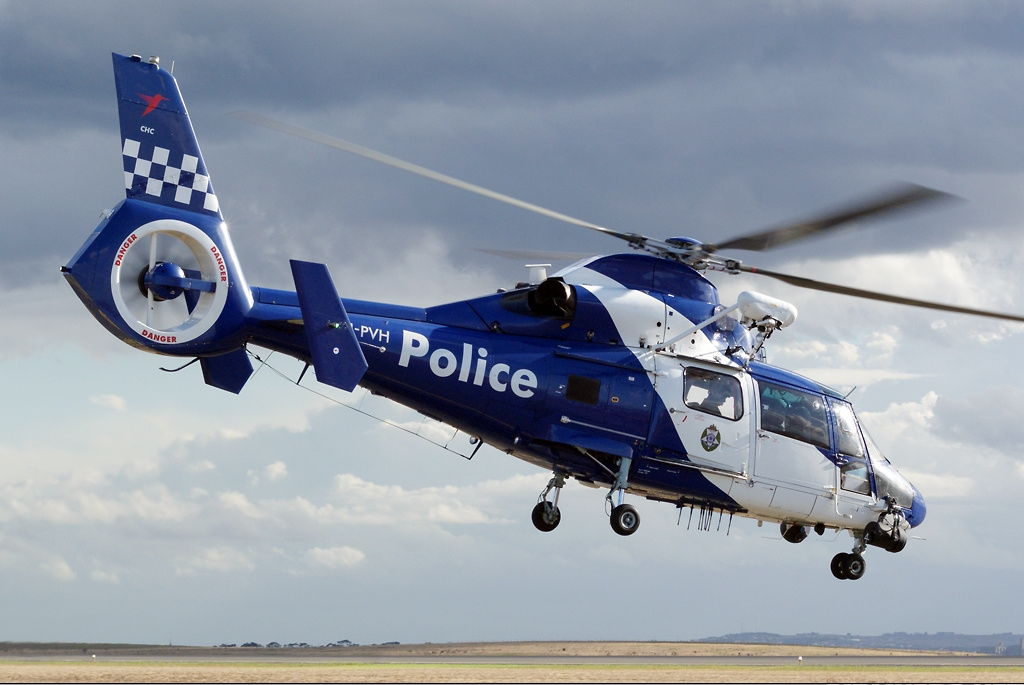
Một chiếc AS-365N-3 Dauphin 2 của cảnh sát Victoria

Eurocopter Dauphin SA 365/AS365 được phát triển từ loại máy bay trực thăng Aérospatiale SA 360 1 động cơ do công ty Aérospatiale của Pháp sản xuất. Dauphin là một trong những mẫu máy bay thành công nhất của Eurocopter cũng như Aérospatiale. Nó rất hữu ích trong công việc cứu hộ, vận tải, y tế, trinh sát trên không và tác chiến điện tử. Nó cũng có khả năng chống ngầm nếu được trang bị vũ khí nhưng phiên bản quân sự của nó là Eurocopter Panther mới thực sự là loại trực thăng chống ngầm.
Phiên bản quân sự của Eurocopter SA 365/AS365 Dauphin 2 là AS565 Panther và Eurocopter HH-65 Dolphin. Hoa Kỳ cũng sử dụng phiên bản Eurocopter HH-65 Dolphin cho lực lượng tuần duyên bờ biển nhăm mục đích cứu hộ (SAR) và bảo vệ bờ biển.
Dauphin cũng được sản xuất tại theo giấy phép Trung Quốc mang tên Cáp Nhĩ Tân Z-9, tiếng Anh là Harbin Z-9. Z-9 được sản xuất bởi Tổng công ty sản xuất máy bay Cáp Nhĩ Tân.
Khoảng 800 trực thăng Dauphin đã được sản xuất với mọi biến thể, phục vụ trong nước và cả xuất khẩu. Có 500 chiếc Dauphin 2 được sản xuất cho đến năm 1981. 90 chiếc Eurocopter EC 155 (phiên bản dân dụng hiện đại hóa của Dauphin) cũng đã được chuyển giao.

## Tai nạn
Từ khi được đưa vào sử dụng đến nay thì loại máy bay này đã bị khoảng 106 vụ tai nạn với các biến thể khác nhau. Vụ gần đây nhất được biết là một chiếc Dauphin 2 đâm đầu xuống khu thương mại ở thành phố Gwangju thành phố Gwangju tỉnh Gangwon, Hàn Quốc khiến 5 người trên máy bay thiệt mạng khi trở về sau cuộc tìm kiếm 11 nạn nhân còn mất tích trong vụ chìm tàu Sewol vào ngày 17 tháng 7 năm 2014, trước đó vài ngày thì mẫu Harbin Z-9 do Trung Quốc sản xuất của Campuchia cũng đã rơi vào ngày 14 tháng 7 năm 2014 khiến 5 người trên máy bay thiệt mạng trong đó có một chuẩn tướng đang là phó chỉ huy lực lượng vũ trang Hoàng gia Campuchia.

## Biến thể
Về vấn đề tên gọi thì trong thời gian Dauphin được Aérospatiale sản xuất thì các mẫu đều gọi là SA', đến tháng 1 năm 1990 thì chúng được gọi là AS. Ví dụ như mẫu SA 365 được đổi lại khi Eurocppter lên sản xuất là AS 365. Sau này, các máy bay lại được gọi là EC điển hình là chiếc Eurocopter EC 155.

### Biến thể dân dụng, cứu hộ

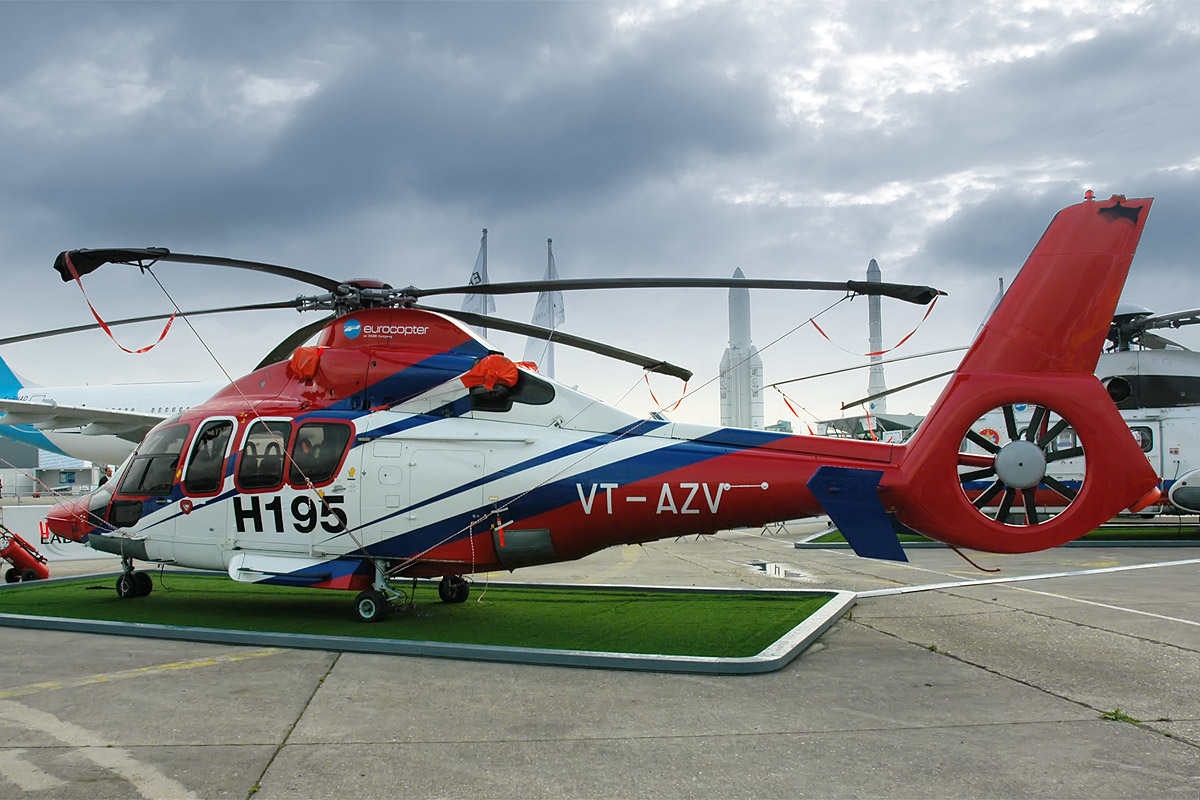
Eurocopter EC 155 Dauphin tại triển lãm Hàng không Pari năm 2007

- SA 365C Phiên bản còn được gọi là Dauphin 2, xuất hiện đầu tiên năm 1973. Chuyến bay của mẫu thử nghiệm là vào ngày 24 tháng 1 năm 1975. Mẫu Dauphin 2 bắt đầu sản xuất từ tháng 12 năm 1978. Động cơ kép công suất 470 kW mỗi chiếc. Thiết bị của máy bay Fenestron chống-mô-men xoắn đặc trưng 13 lưỡi kim loại. Ngừng sản xuất năm 1981, chúng được thay thế bằng SA 365N.
- SA 365C1 Phiên bản nâng cấp của SA 365C hỗ trợ bởi Arriel 1A1.
- AS 365N (ban đầu là SA 365N) Đây là phiên bản cải tiến nhiều từ SA 365 C Dauphin 2, mẫu thử nghiệm bay đầu tiên vào ngày 31 tháng 3 năm 1979. Sử dụng động cơ kép 492 kW Arriel 1C turboshafts. Lắp đặt hệ thống hạ cánh với 3 bánh đứng. Bề mặt đuôi mở rộng, trọng lượng từ 3.850 kg tăng lên 4.000 kg. Đây là một trong những phiên bản cứu hộ thường gặp nhất. Bắt đầu sản xuất năm 1982.
- AS 365N1 Có nhiều cải tiến, sau này nó trở thành biến thể cứu hộ Eurocopter HH-65 Dolphin. Động cơ mạnh 526 kW. Hệ thống giảm tiếng ồn. Trọng lượng 4.100 kg
- AS 365N2, Cáp Nhĩ Tân Z-9 Phiên bản cải tiến hộp số, động cơ tăng lên 549 kW. Nội thất, Ca bin có sửa đổi. Bắt đầu lắp ráp năm 1990. Đây chính là phiên bản Z-9 được lắp ráp tại Trung Quốc hiện nay, tiếng Anh gọi là Harbin Z-9.
- AS 365N3 Phiên bản dành cho vùng có khí hậu nóng, nhiệt đới hay ở vùng đồi núi cao. Động cơ có công suất 635 kW. Hệ thống điều khiển động cơ DECU (Digital Engine Control Unit). Hệ thống giảm âm, chống tiếng ồn cùng nhiều cải tiến khác. Tổng trọng lượng là 4.300 kg (9.480 lb). Bắt đầu sản xuất năm 1998 và nay vẫn còn tiếp tục.[5]
- AS 365N4 Mẫu sản xuất chính thức là EC-155.
- AS 365X
- EC-155B/B1

Bài chi tiết: Eurocopter EC 155
Xuất hiện tại triển lãm Pari năm 1997. Mẫu thử nghiệm của nó là AS 365N4. Có hệ thống động cơ mới Arriel 2C/2C2. Rotor FADEC 5 lưỡi Spheriflex. Cabin chính lớn hơn tới 30%. Chuyến bay thử vào ngày ngày 17 tháng 6 năm 1997. Đây là mẫu sản xuất chính hiện nay.

### Phiên bản quân sự
- AS565 Panther

Bài chi tiết:Eurocopter Panther

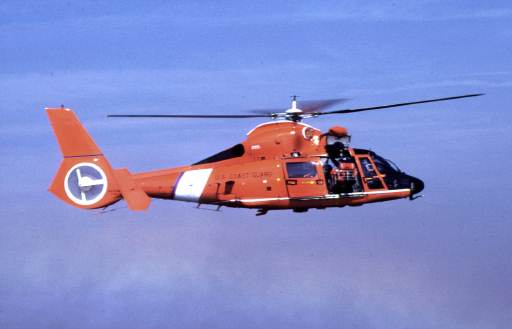
1 chiếc AS 365 Dauphin của Lực lượng Tuần duyên Hoa Kỳ

Phiên bản trang bị vũ khí chống tăng, chống tàu ngầm. Cũng có khả năng vận chuyển binh lính.
- MH/HH-65 Dolphin

Bài chi tiết:Eurocopter HH-65 Dolphin
Phiên bản trinh sát, cứu hộ cứu nạn và tuần tra bờ biển có trang bị radar. Nó được lực lượng tuần duyên bờ biển Hoa Kỳ và cảnh sát biển Hoa Kỳ sử dụng nhiều.

## Các nước sử dụng
- Argentina
- Brasil
- Burkina Faso
- Campuchia
- Trung Quốc Phiên bản Z-9
- Cộng hòa Dân chủ Congo
- Cộng hòa Dominica Không quân Dominica
- Fiji
- Pháp Không - Hải quân Pháp
- Hy Lạp
- Ireland Cảnh sát biển Ai-len
- Malawi
- Maroc
- Rwanda

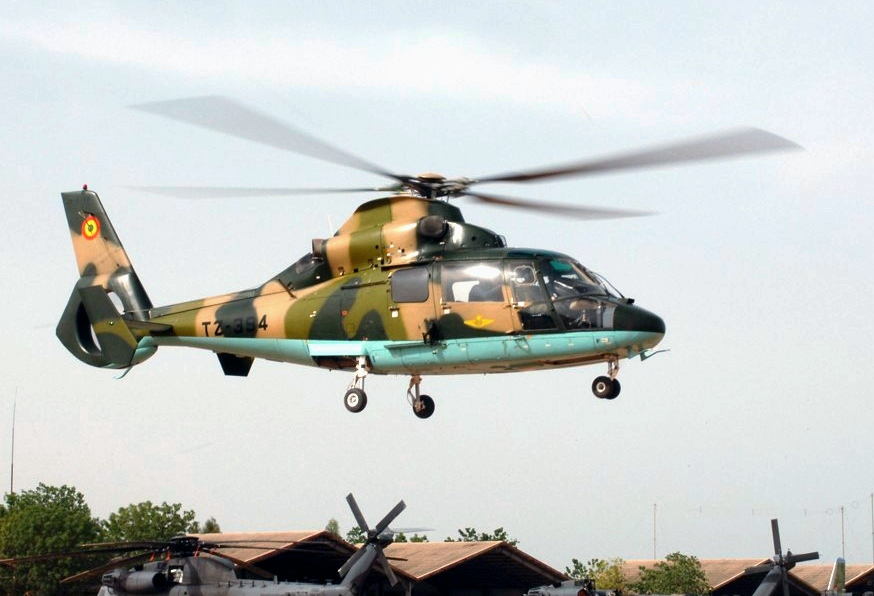
Cáp Nhĩ Tân Z-9, phiên bản Dauphin AS 365N2 của Trung Quốc

- Ả Rập Xê Út Lực lượng Hải quân Hoàng gia Saudi
- Thụy Sĩ
- Anh Quốc
- Hoa Kỳ Cảnh sát biển, tuần duyên bờ biển.
- Uruguay
- Việt Nam Hải quân - Tổng Công ty Trực thăng Việt Nam, phiên bản AS 365N2/N3. Hải quân Việt Nam có kế hoạch mua thêm một số máy bay trực thăng EC225 và EC155 do Eurocopter chế tạo.[6] Hiện nay, Quân đội Nhân dân Việt Nam đang sở hữu các phiên bản EC-130, EC-135, EC-155, AS-332, EC225, SA-330, AS-350 nhằm mục đích cứu hộ, vận tải và tuần tra bờ biển.[7]

## Thông số kỹ thuật (AS 365N3)

### Đặc điểm chung
- Phi đoàn: 1 hoặc 2 phi công
- Sức chứa: 11 hành khách
- Chiều dài: 13,73 m (45 ft 1 in)
- Chiều cao: 4,06 m (13 ft 4 in)
- Trọng lượng rỗng: 2.411 kg (£ 5.315)
- Trọng lượng cất cánh tối đa: 4.300 kg (£ 9.480)
- Động cơ: 2 × Turbomeca Arriel 2C turboshaft, 625 kW (838 hp)
- Đường kính cánh quạt chính: 11,94 m (39 ft 2 in)
- Diện tích Rotor chính: 111,98 m 2 (1,205.3 sq ft)

### Hiệu suất
- Tốc độ tối đa: 306 km/h (190 mph, 165 kn)
- Tầm hoạt động: 827 km (514 dặm; 447 hải lý)
- Trần bay: 5.865 m (19.242 ft)
- Tốc độ lên: 8.9 m / s (1.750 ft / min)